# Mitchella laxisinuata
Mitchella laxisinuata är en loppart som först beskrevs av Liu Chiying, Wu Houyong et Wu Foolin 1977.  Mitchella laxisinuata ingår i släktet Mitchella och familjen fladdermusloppor. Inga underarter finns listade i Catalogue of Life.